# الناحية المركزية (مقاطعة بم)
الناحية المركزية لمقاطعة بام (بالفارسية: بخش مرکزی شهرستان بم) هي الناحية المركزية في مقاطعة بم، محافظة كرمان، إيران. في تعداد عام 2006، كان عدد سكانها 118,037 في 31,124 عائلة. ويتبعها اثنين من المدن: مدينة بم وبروات. وثلاثة أقسام ريفية: قسم ده كردي الريفي، قسم حومة الريفي، وقسم كورك وناريتش الريفي.